# 関根友彦
関根 友彦（せきね ともひこ、Thomas T. Sekine、1933年11月22日 - 2022年1月16日）は、日本出身の経済学者。元ヨーク大学教授。宇野経済学などを研究し、宇野弘蔵著『経済原論』の英訳者としても知られていた。

## 人物・経歴
東京で仏文学者関根秀雄の次男として生まれる。国文学者の関根正直は祖父。聖書学者の関根正雄は叔父。国文学者の関根慶子は叔母。倫理学者の関根清三は従弟。学習院初等科、学習院中・高等科では第125代天皇の同級生で、特に中等科時代は親しく交流した。
1957年一橋大学社会学部卒業。杉田元宜教授の尽力で社会学部生ながら一橋大学経済研究所の都留重人ゼミで学んだ。都留ゼミの同期に、仲澤泰彦（元日本電気常務）、近藤久也（元フジテレビディレクター）、岩崎八男（通産官僚、元中小企業庁長官）、加野忠（元ソロモン・ブラザーズ銀行日本代表）などがいる。
大学の先輩である伊東光晴（京都大学名誉教授）や宮崎義一（京都大学名誉教授）を見て独自の道を歩もうと考えるようになり、大学卒業後は、杉田教授の斡旋と宇野弘蔵からの推薦状を得て、カナダ・カウンシル第1期国費留学生としてマギル大学に留学。その後国際連合本部統計局を経て、1966年までロンドン大学ロンドン・スクール・オブ・エコノミクスに4年間留学し、Ph.D.（博士号）を取得した。
近代経済学とマルクス経済学の研究を行い、1980年に宇野弘蔵著『経済原論』の英訳を出版するなど、日本のマルクス経済学を欧米に紹介した。1983年ヨーク大学教授。明治学院大学国際学部長となった都留の紹介などで、同学部の教授として帰国する予定だったが、都留の辞職に伴い帰国がかなわずカナダで教鞭を執った。1994年愛知学院大学教授。愛知学院大学国際研究センター所長などを務め、2005年、任期を3年残し愛知学院大学商学部客員教授退任。

## 著書

### 単著
- Introduction, the doctrines of circulation and production, (Toshindo, 1986)
- The doctrine of distribution, (Toshindo, 1986)
- 『経済学の方向転換：広義の経済学事始』（東信堂、1995年）
- An outline of the dialectic of capital, (Macmillan Press, 1997)
- 『経済原論教科書』（創英社、2004年）

### 共編著
- Socialist dilemmas : East and West, co-edited with Henryk Flakierski, (Sharpe, 1990)
- Discovering Japan : issues from Canadians, co-edited with Donald J. Daly, (Captus University Publications, 1990)
- A Japanese approach to political economy : Unoist variations, co-edited with Robert Albritton, (Macmillan, 1995)

### 訳書
- Kōzō Uno, Principles of political economy : theory of a purely capitalist society, (Harvester, 1980)